# Denkendorf (Baviera)
Denkendorf è un comune tedesco di 4 434 abitanti, situato nel land della Baviera.